# Lars Tolumnius
Lars Tolumnius (mort en 428 av. J.-C.) fut l'un des « zilath » de la ville étrusque de Véies,.

## Biographie
Lars Tolumnius (ou « Larti Tolumnii », selon la construction phono-linguistique), mourut lors d'une bataille contre les Romains, dans la guerre (Seconde Guerre de Véies) qu'il avait lancée contre Rome, « zilath » ayant régné sur la cité étrusque véienne au cours du Ve siècle av. J.-C.,,,.
Comme il avait mis à mort quatre députés romains, le dictateur romain Mamercus Æmilius, qui avait disposé ses troupes au confluent du Tibre et de l’Anio, lança contre lui le tribun Cornelius Cossus, qui désarçonna Tolumnius en combat singulier et l'abattit, puis le dépouilla et planta sa tête sur une pique.